# Bernard Boivin
Bernard Boivin (7 juin 1916, Montréal - 9 mai 1985, Québec) est un botaniste canadien.

## Biographie
Bernard Boivin grandit à Montréal, mais passa une partie de sa jeunesse aux Éboulements.  C'est là qu'il s'initie à la botanique à l'aide de la Flore-manuel de la Province de Québec du père Louis-Marie Lalonde et en 1932, à l'âge de 16 ans, il y entame son herbier.  
Bernard Boivin obtient un diplôme ès Art du Collège Sainte-Marie en 1937 ainsi qu'un diplôme ès Science de l'Université de Montréal en 1941.  Il y fait connaissance avec quelques personnalités du monde de la botanique, dont Marie-Victorin, Jacques Rousseau et Pierre Dansereau.  Il obtient son diplôme de doctorat de l'Université Harvard en 1944 sous la direction de Merritt Lyndon Fernald. Bernard Boivin travaille pour Agriculture Canada de 1948 à 1981.  Il enseigne brièvement à l'Université Laval en 1969-1966 et à l'Université de Toronto en 1969-1970.  Après sa carrière au gouvernement, il reste actif en travaillant à l'Herbier Louis-Marie jusqu'à sa mort.   

## Distinctions
- Bourse Guggenheim (1946)[1]
- Prix Marie-Victorin (1973)[1]
- Membre de la Société royale du Canada (1969)[3]